# 大不列顛的奧古斯塔公主
大不列顛的奧古斯塔公主（英語：Princess Augusta of Great Britain，1737年7月31日—1813年3月23日），英國國王喬治二世的孫女，喬治三世的姐姐。

## 家庭
1764年，奧古斯塔與不倫瑞克-沃爾芬比特爾親王儲卡爾·威廉·斐迪南結婚，兩人共有4子3女：
- 奧古斯塔（1764年—1788年）
- 卡爾（英语：Karl Georg August, Hereditary Prince of Brunswick-Wolfenbüttel）（1766年—1806年）
- 卡羅琳（1768年—1821年），英國王后
- 格奧爾格·威廉·克里斯蒂安（1769年—1811年）
- 奧古斯特（1770年—1822年）
- 腓特烈·威廉（1771年—1815年），不倫瑞克-沃爾芬比特爾親王
- 愛蜜莉（1772年—1773年），夭折